# Presidente da Mauritânia
O presidente da Mauritânia  é o chefe de estado da República Islâmica da Mauritânia. O cargo foi criado em 1960, após a Mauritânia se ter tornado independente da França. Atualmente o cargo é ocupado por Mohamed Ould Ghazouani, após as eleições presidenciais de 2019.

## Lista de presidentes
| Nº  | Retrato | Nome                         | Eleito              | Mandato                | Mandato                | Mandato           | Partido político |
| Nº  | Retrato | Nome                         | Eleito              | Início                 | Fim                    | Fim               | Partido político |
| --- | ------- | ---------------------------- | ------------------- | ---------------------- | ---------------------- | ----------------- | ---------------- |
| 1   |         | Moktar Ould Daddah           | 1961 1966 1971 1976 | 28 de novembro de 1960 | 10 de Julho de 1978    | 17 anos, 224 dias | PRM / PPM        |
| 2   |         | Mustafa Ould Salek           | —                   | 10 de julho de 1978    | 3 de junho de 1979     | 328 dias          | Militar          |
| 3   |         | Mohamed Mahmoud Ould Louly   | —                   | 3 de junho de 1979     | 4 de janeiro de 1980   | 215 dias          | Militar          |
| 4   |         | Mohamed Khouna Ould Haidalla | —                   | 4 de janeiro de 1980   | 12 de dezembro de 1984 | 4 anos, 343 dias  | Militar          |
| 5   |         | Maaouya Ould Sid'Ahmed Taya  | 1992 1997 2003      | 12 de dezembro de 1984 | 3 de agosto de 2005    | 20 anos, 234 dias | Militar / PRDS   |
| 6   |         | Ely Ould Mohamed Vall        | —                   | 3 de agosto de 2005    | 19 de abril de 2007    | 1 ano, 259 dias   | Militar          |
| 7   |         | Sidi Ould Cheikh Abdallahi   | 2007                | 19 de abril de 2007    | 6 de agosto de 2008    | 1 ano, 109 dias   | Independente     |
| 8   |         | Mohamed Ould Abdel Aziz      | —                   | 6 de agosto de 2008    | 15 de abril de 2009    | 252 dias          | Militar          |
| –   |         | Ba Mamadou Mbaré             | —                   | 15 de abril de 2009    | 5 de agosto de 2009    | 112 dias          | Independente     |
| (8) |         | Mohamed Ould Abdel Aziz      | 2009 2014           | 5 de agosto de 2009    | 1 de agosto de 2019    | 9 anos, 361 dias  | UPR              |
| 9   |         | Mohamed Ould Ghazouani       | 2019                | 1 de agosto de 2019    | Presente               | 1 ano, 130 dias   | UPR              |